# Divize E 2000/2001
V soubojích 10. ročníku Moravskoslezské divize E 2000/01 (jedna ze skupin 4. fotbalové ligy) se utkalo 16 týmů každý s každým dvoukolovým systémem podzim–jaro. Tento ročník začal v červenci 2000 a skončil v červnu 2001.

## Nové týmy v sezoně 2000/01
- Z MSFL 1999/00 sestoupilo do Divize E mužstvo FC Dukla Sekopt Hranice.
- Z Divize D 1999/00 přešlo mužstvo FK Chropyně.
- Ze Slezského župního přeboru 1999/00 postoupilo vítězné mužstvo TJ Lokomotiva Petrovice a ŠSK Bílovec (2. místo).[1]
- Z Hanáckém župním přeboru 1999/00 postoupilo vítězné mužstvo TJ Sokol Lázně Velké Losiny a SK Lipová (2. místo).[1]

## Konečná tabulka
Zdroj: 
| Poř. | Tým                             | Z  | V  | R | P  | VG | OG  | B  |
| ---- | ------------------------------- | -- | -- | - | -- | -- | --- | -- |
| 1.   | SK UNO Zábřeh-Zvole             | 30 | 23 | 3 | 4  | 62 | 24  | 72 |
| 2.   | TJ Lokomotiva Petrovice (N)     | 30 | 20 | 4 | 6  | 71 | 28  | 64 |
| 3.   | FK Avízo Město Albrechtice      | 30 | 17 | 5 | 8  | 51 | 33  | 56 |
| 4.   | SK Dětmarovice                  | 30 | 16 | 5 | 9  | 41 | 24  | 53 |
| 5.   | TJ Jiskra Rýmařov               | 30 | 15 | 6 | 9  | 52 | 41  | 51 |
| 6.   | SK Lipová (N)                   | 30 | 14 | 7 | 9  | 49 | 39  | 49 |
| 7.   | SK Kravaře                      | 30 | 15 | 3 | 12 | 55 | 43  | 48 |
| 8.   | FK Chropyně                     | 30 | 12 | 3 | 15 | 55 | 53  | 39 |
| 9.   | Refotal Albrechtice             | 30 | 10 | 8 | 12 | 32 | 30  | 38 |
| 10.  | ŠSK Bílovec (N)                 | 30 | 10 | 8 | 12 | 37 | 38  | 38 |
| 11.  | FK Slavia Orlová-Lutyně         | 30 | 10 | 7 | 13 | 29 | 38  | 37 |
| 12.  | TJ Valašské Meziříčí            | 30 | 11 | 3 | 16 | 46 | 61  | 36 |
| 13.  | FC Dukla Sekopt Hranice (S)     | 30 | 10 | 5 | 15 | 39 | 45  | 35 |
| 14.  | TJ Sokol Lázně Velké Losiny (N) | 30 | 10 | 5 | 15 | 43 | 52  | 35 |
| 15.  | FC Slavoj Bruntál               | 30 | 6  | 5 | 19 | 42 | 74  | 23 |
| 16.  | TJ Lokomotiva - Pramet Šumperk  | 30 | 2  | 1 | 27 | 22 | 103 | 7  |

Poznámky:
- Z = Odehrané zápasy; V = Vítězství; R = Remízy; P = Prohry; VG = Vstřelené góly; OG = Obdržené góly; B = Body; (S) = Mužstvo sestoupivší z vyšší soutěže; (N) = Mužstvo postoupivší z nižší soutěže (nováček)
- O pořadí na 9. a 10. místě rozhodla bilance vzájemných zápasů: R. Albrechtice – Bílovec 0:0, Bílovec – R. Albrechtice 0:2[2]
- O pořadí na 13. a 14. místě rozhodl lepší rozdíl celkového skóre Dukly Hranice, bilance vzájemných zápasů byla vyrovnaná: D. Hranice – Velké Losiny 5:1, Velké Losiny – D. Hranice 4:0[2]

|  | Postup do MSFL 2001/02                      |
|  | Přechod do Divize D 2001/02                 |
|  | Sestup do Hanáckého župního přeboru 2001/02 |